# Tetragonia implexicoma
Tetragonia implexicoma är en isörtsväxtart som först beskrevs av Friedrich Anton Wilhelm Miquel, och fick sitt nu gällande namn av J. D. Hook. Tetragonia implexicoma ingår i släktet tetragonior, och familjen isörtsväxter. Inga underarter finns listade i Catalogue of Life.